# Playa del Rebollo
La Playa del Rebollo es una playa y espacio natural ubicado entre los términos municipales de Guardamar del Segura y Elche, en la Provincia de Alicante, España. Se encuentra cercana a la localidad de La Marina. Se trata de una playa aislada de 50 metros de ancho y 1.360 metros de largo.
Es una zona de gran valor ecológico debido a la combinación de dunas, pinares y palmerales.
Limita al sur con la Playa de los Tusales, igualmente virgen, justo antes de la escollera que guía la desembocadura del río Segura. El estado habitual del mar es oleaje moderado. 
La playa es de tradición nudista e igualmente posee una zona de playa gay, siendo esta una de las más importantes de la Costa Blanca.
La playa está galardonada con Bandera Azul. En la zona contigua al Camping de la Marina dispone de una pasarela de acceso, con servicios como chiringuito, baños y vigilancia marítima. Sin embargo, en su extensión hacia el sur, la playa es virgen y no dispone de dichos servicios.
La carretera de acceso o vía más cercana es la N-332, que comunica la playa con las poblaciones del litoral. Dispone de un aparcamiento no vigilado en el área próxima al Camping de la Marina.

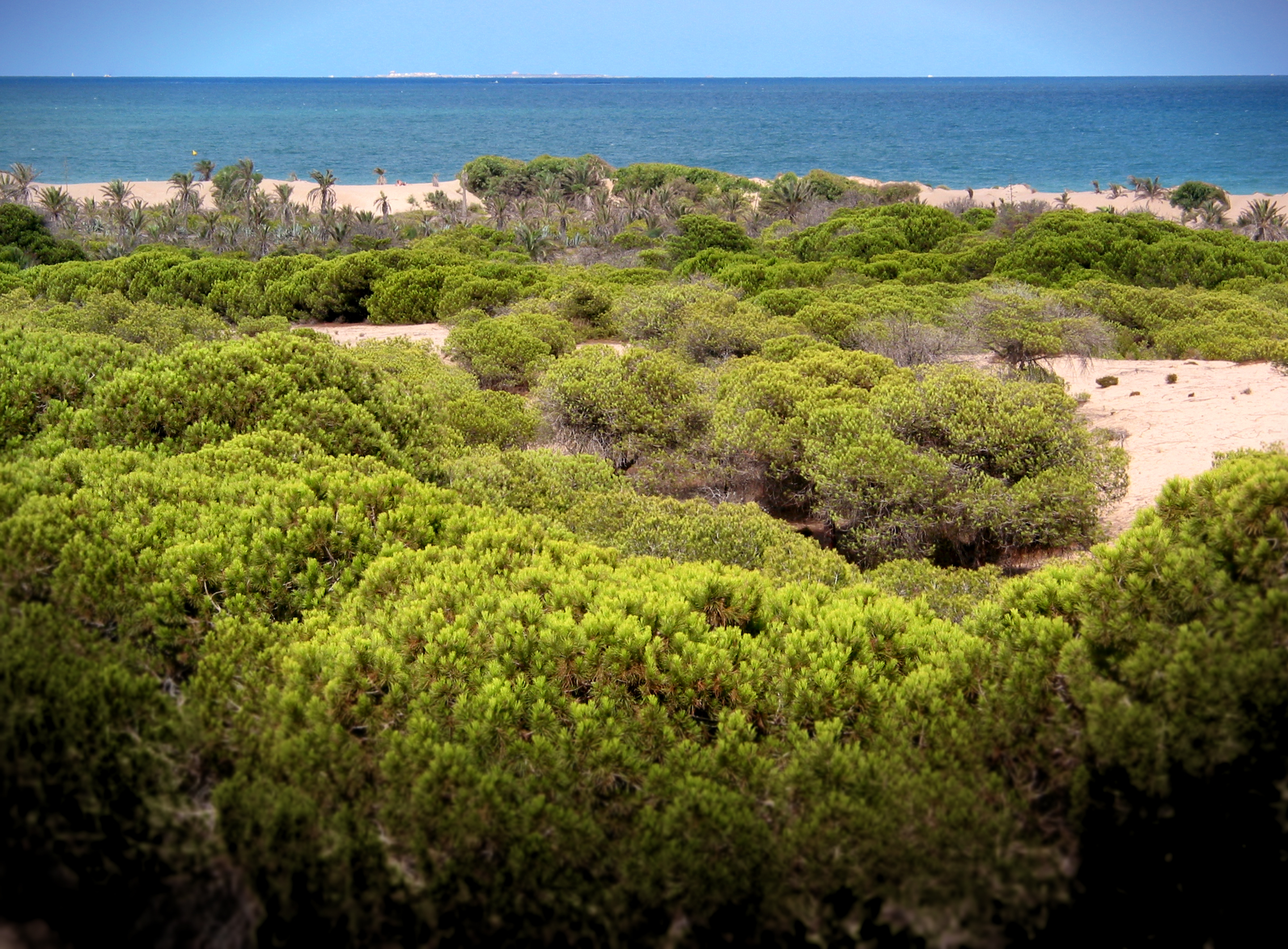
Pinares junto a la Playa del Rebollo.